# Теклати
Теклати (груз. თეკლათი) — село в Грузии, на территории Сенакского муниципалитета края (мхаре) Самегрело-Верхняя Сванетия.

## География
Село находится в западной части Грузии, на правом берегу реки Циви (правый приток реки Риони), на расстоянии приблизительно 1 километра (по прямой) к юго-западу от города Сенаки, административного центра муниципалитета. Абсолютная высота — 17 метров над уровнем моря.

## Население
По результатам официальной переписи населения 2014 года в Теклати проживало 444 человека (221 мужчина и 223 женщины). В национальной структуре населения грузины составляли 100 %.
| Год  | Население, человек |
| ---- | ------------------ |
| 2002 | 942                |
| 2014 | ↘ 444              |